# Jaromír Malý
Jaromír Malý, křtěný Jaromír Eduard (14. března 1885 Písek – 28. října 1955 Praha) byl český regionalista, knihovník, redaktor, kulturní historik, pedagog, sběratel.

## Život
Josef Malý se narodil 14. března 1885 v Písku. Pokřtěn byl 18. března jako Jaromír Eduard Malý. Otec byl pokladníkem písecké spořitelny. Matka zemřela v jeho devíti letech . Obecnou školu vychodil v Písku a v letech 1895–1903 vystudoval  Císařské královské gymnázium v Písku. Po maturitě se zapsal na filosofickou fakultu Karlo-Ferdinandovy univerzity v Praze, obor česká a německá filologie a pedagogika.
V rámci studijních pobytů strávil dva semestry na univerzitě v Tübingenu (1904) a v Mnichově (1905).
Od roku 1905 byl redaktorem různých studentských časopisů, podílel se na založení krajanského spolku Prácheň, kde působil jako starosta. V letech 1909–1912 byl redaktorem časopisu Samostatnost, 1913–1914 redaktorem Pokrokové revue a v letech 1906–1912 přispíval do Časopisu pokrokového studenstva. V tomto časopise mohly své příspěvky také zveřejňovat ženy. Během první světové války nebyl odveden a pracoval jako účetní.
V roce 1916 se znovu obnovil významný krajanský časopis Otavan, který Jaromír Malý vedl v úzké spolupráci s píseckým tiskařem Theodorem Kopeckým do roku 1936. V časopise Jaromír Malý otiskoval své články s regionální historickou, literární i kulturní tematikou. V roce 1918 byl členem Národního výboru československého. Jako člen Maffie se zúčastnil státního převratu 1918. Téhož roku absolvoval knihovnický kurz. Byl členem politického Klubu Omladinářů- Devadesátníků, který měl též nakladatelské aktivity.
Jaromír Malý zůstal po studiích bydlet v Praze, ale pravidelně navštěvoval Písek. V roce 1919 se stal knihovníkem Knihovny Národního shromáždění Československé republiky. V letech 1920/1921 absolvoval Státní knihovnickou školu. V roce 1925 získal titul doktor filosofie a byl jmenován ředitelem Knihovny Národního shromáždění II. třídy. Tématem jeho disertační práce byla „Účast Písku a Prácheňska v české literatuře obrozenecké“. V knihovnictví se angažoval při projednávání zákona o povinných výtiscích v knihovnách. Jeho práce ho nakonec přivedla do čela Knihovny Národního shromáždění v roce 1939, kdy funkci ředitele ukončil Zdeněk Václav Tobolka.

### Ex libris, sběratelství, kulturní a spolková činnost
Poznatky z oboru knihovědy zveřejňoval v periodiku Sborník pro exlibris a jinou užitou grafiku, který také do roku 1932 redigoval. Aktivně působil ve Spolku sběratelů a přátel exlibris a grafiky. Byl vášnivým sběratelem knižních značek, iniciátorem a spolupořadatelem výstav o ex libris. Zvláště se zasloužil o schválení Vládního nařízení ze dne 8. června 1935, kde sice nebylo uvedeno exlibris jako tiskovina na kterou se plně vztahoval povinný výtisk, ale podle § 3, odst.1 téhož nařízení si mohly knihovny tento povinný výtisk od tiskařů vyžádat. V roce 1924 obnovil Spolek českých bibliofilů a stal se členem Spolku sběratelů exlibris a Kroužku českých exlibristů. Zpracovával a vydával soupisy exlibris. Přesvědčoval a získával tvůrce, sběratele a milovníky exlibris a bibliofilií za členy odborných spolků. Každoročně překvapil své kolegy a přátele novoročenkou stejného tvaru, ale každý rok byla  zobrazena  jiná kulturní památka města Písku či okolí. Díky své velké aktivitě v knihovnictví a v oboru knihovědy, byl jmenován generálním sekretářem Mezinárodního sjezdu knihovníků a přátel knihy, který se uskutečnil v Praze v roce 1926. Svolavatelem sjezdu byl nejen Spolek československých knihovníků, ale i Svaz knihkupců a nakladatelů československé republiky, Vědecký ústav vojenský v Praze, Spolek českých bibliofilů, Kroužek českých exlibristů, Společenstvo knihařů a Muzeum československé knihy v Praze. Vláda Československé republiky přiznala v lednu 1926 sjezdu ráz mezinárodního kongresu. V rámci akce připravil dvoudenní zájezd účastníků do Vyššího Brodu, Rožmberka, Českého Krumlova a do veřejné knihovny v Berouně. Celý život  byl velkým propagátorem Písku a  prácheňského regionu, v tomto směru byl neúnavně kulturně a  literárně činný.

### Dílo – výběr
Byl autorem 70 samostatných titulů (např. Albrechtický hřbitůvek, K jihočeské otázce, Z počátků jihočeské žurnalistiky aj.), nespočtu článků, statí a úvah. Jeho první samostatnou prací bylo dílo Ke korespondenci Karla Hynka Máchy. Sbíral a vlastnil největší máchovskou sbírku. Ta byla, zároveň s jeho literární pozůstalostí (celkem 5250 svazků), uložena v Prácheňském muzeu v Písku.
- Ke korespondenci Karla Hynka Máchy : Nové dopisy pěvce "Máje" V Praze: Pokroková Revue ,1910 16 s.

- Antonín Žalud Vysokomýtský: český spisovatel a redaktor 1815-1873. V Písku: Nakladatelství a knihtiskárna Theodora Kopeckého, 1924. 40 s.
- Exlibris českého humanisty Jana Hodějovského z Hodějova ze XVI. století. V Praze: Kroužek českých exlibristů, 1928. 15 s., 7 obr. příl. Knihovna pro exlibris, sv. 3.
- Král. město Písek ve svém veřejném životě: přehled vývoje v 19. století a dnešní obraz politického života Písku a jeho žurnalistiky. V Písku: Jaromír Malý, 1912. 16 s.
- Třicet let pokrokářské práce. Praha: Nakladatelství revue Nové Čechy, 1931. 43 s.

- Kulturní činnost Karla Stan. Sokola: k dějinám pokrokového hnutí a našich osvobozeneckých bojů. Praha: Pokroková revue "Nové Čechy", 1933. 23 s.
- Mánesovo exlibris pro rytíře Lannu. Praha: s.n., 1937. 4 s.
- Náš Fráňa Šrámek: doprovod k Šrámkově výstavě v Písku a příspěvek k poznání života a díla národního umělce. Písek: Městské muzeum, 1953. 14, [1] s.
- První časopis na venkově v Čechách: (úřední list Prácheňského kraje z l. 1835-37). V Písku: s.n., 1947. 11 s.
- Státoprávní prohlášení poslance Antonína Kaliny z 30. května 1917: (příspěvek k historii domácího odboje za světové války.). V Praze: nákladem Pokrokové revue Nové Čechy, 1927. 38 stran. Rozpravy, sv. 19.
- Třicet let pokrokářské práce. Praha: Nové Čechy, 1931.41 s. Knihy Nových Čech, sv. 8.
- Poznámky k dějinám českého exlibris. Praha: Práce 1949. 7 s.

## Zatčení a život po druhé světové válce
Dne 1. září 1939 byl při zatýkání rukojmí zatčen gestapem a vězněn až do konce války v koncentračních táborech Dachau, Buchenwald a Sachsenhausen. Jako tzv. protektorátní vězeň (Schuzthäftling) měl menší úlevy, ale také mohl být kdykoliv bez soudu zastřelen. I v nacistických žalářích myslel na domov a skládal vlastenecké básně a texty, které vkládal do dopisů příbuzným do vlasti. V KT Buchenwald organizoval odborné přednášky o české historii, o rožmberské knihovně a kronikáři Václavu Březanovi. Velmi fundovaně přednášel o své velké zálibě, o ex libris. Na jeho přednášky navázali i další vězni a přednášky se těšily vcelku velké oblibě. Bohužel časem bylo vše zakázáno. Nebyl jediným sběratelem, který byl vězněn v nacistických koncentračních táborech, tak i zde navázal kontakty s jinými sběrateli. S některými se stýkal i po válce a vzájemně si pak vyměňovali knižní značky a drobnou grafiku.
V květnu 1945 se vrátil do Prahy s podlomeným zdravím, ale hned se věnoval  knihovnické, pedagogické  a redaktorské práci. V roce 1946 byl jmenován ředitelem Knihovny Národního shromáždění  a zároveň prvním lektorem žurnalistiky na Univerzitě Karlově v Praze. V roce 1948 ukončil ve funkci ministerského rady práci v Knihovně Národního shromáždění a odešel do důchodu. Zemřel v Praze 28. října 1955.

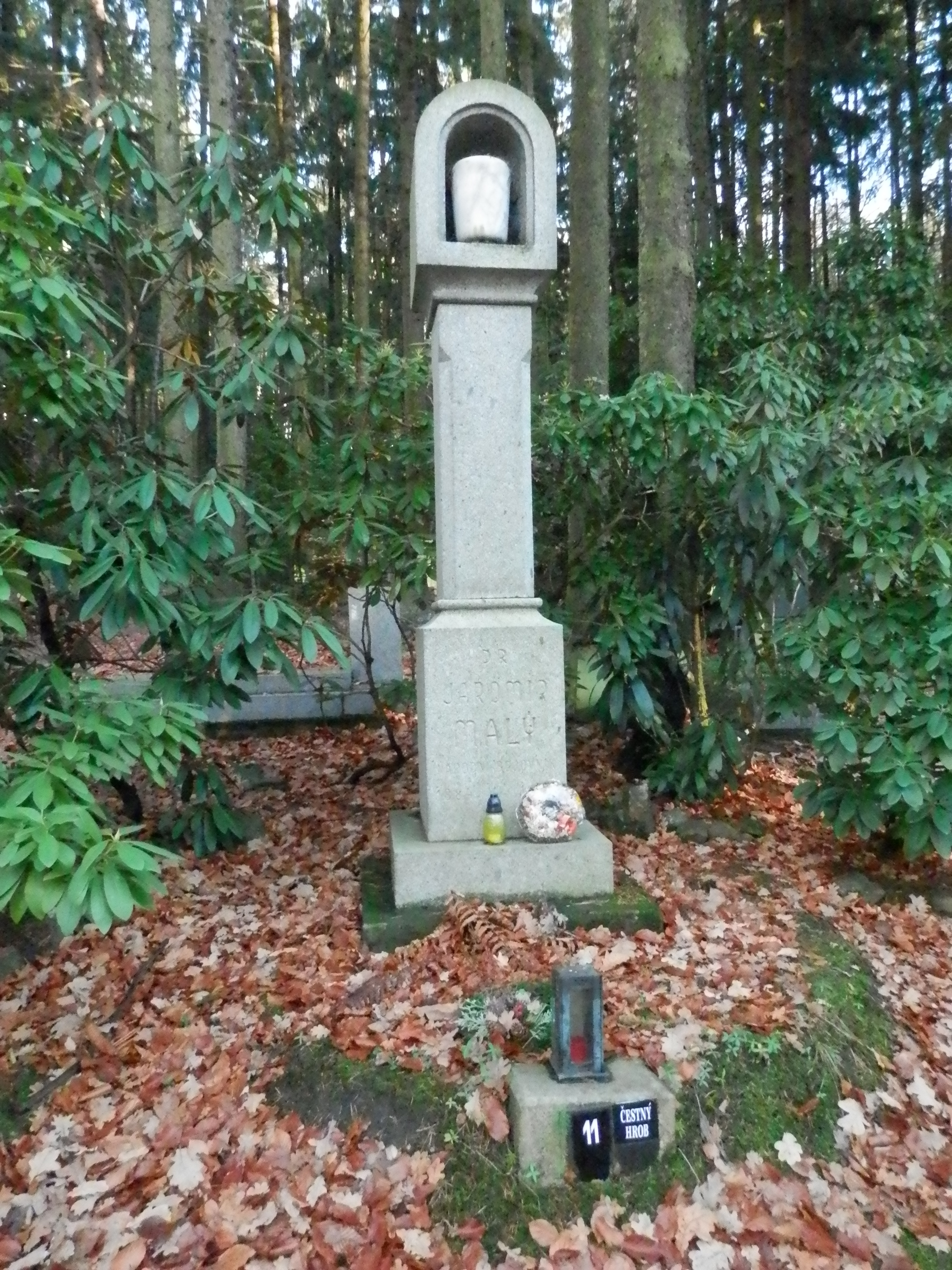
Čestný hrob Jaromíra Malého na Lesním hřbitově v Písku.

Od roku 1919 byl až do své smrti ženatý s Melanií Špieglovou. Manželství zůstalo bezdětné. 

## Galerie ex libris pro Jaromíra Malého

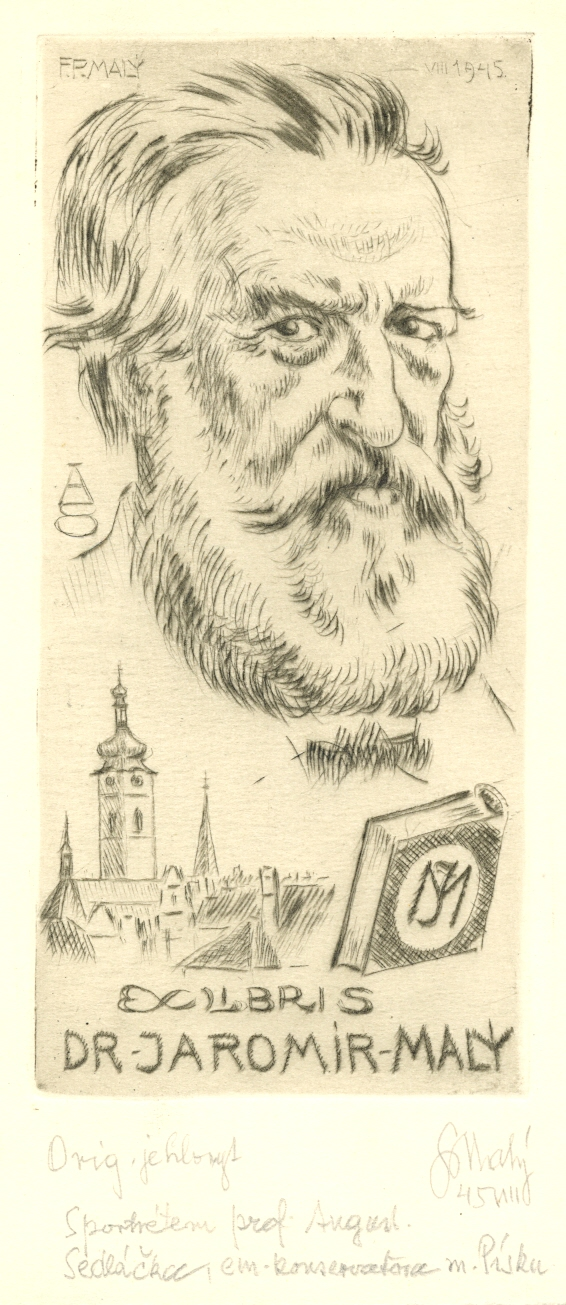
Autor: Pavel František Malý (1882–1952)
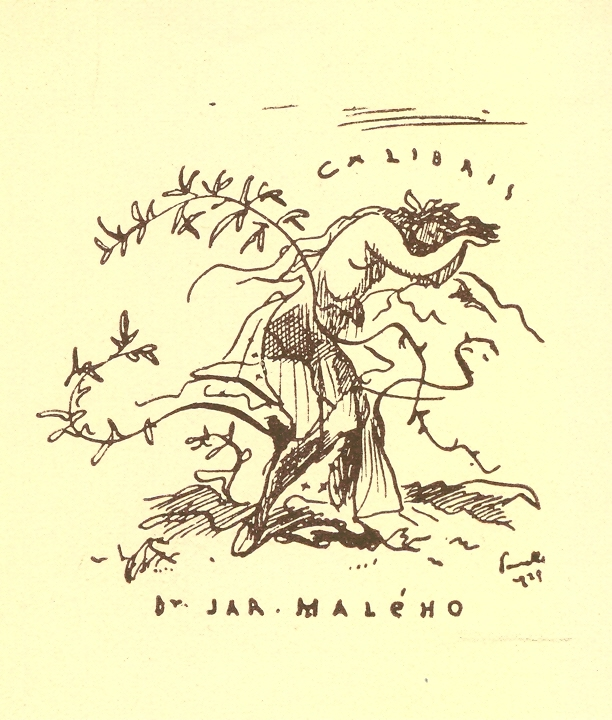
Autor: František Pavelka (1894–1948)
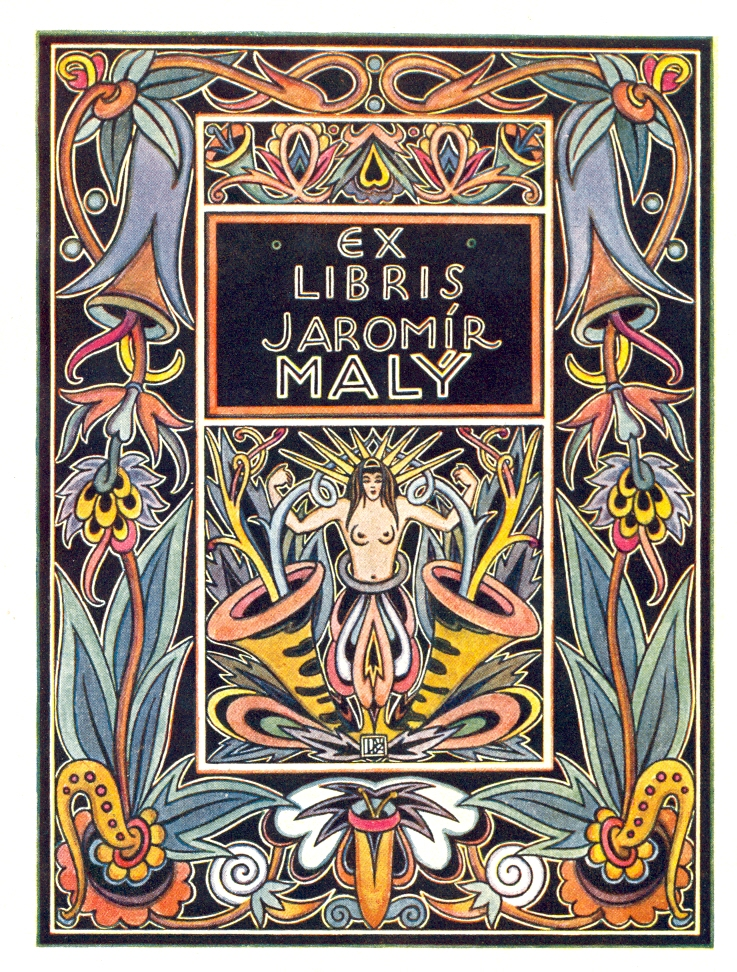
Autor: Leo Brož (1891–1935)
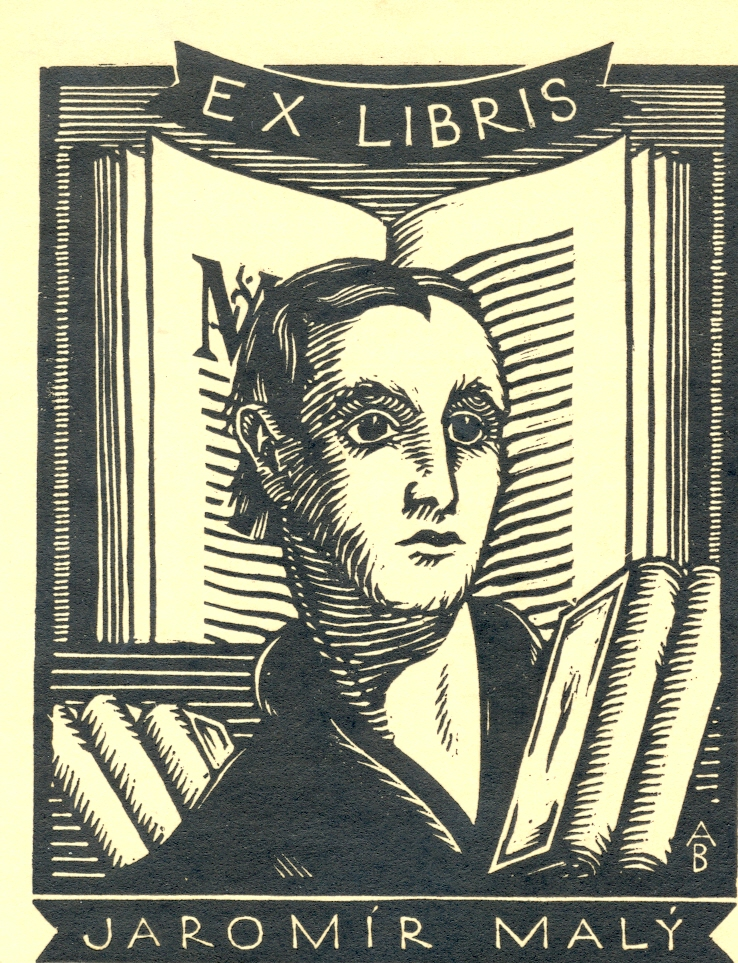
Autor: Antonín Burka (1896–1947)